# Молиста
Молиста или Месария (на гръцки: Μόλιστα, старо Μεσσαριά, Месария) е село в Северозападна Гърция, дем Коница, област Епир. Според преброяването от 2001 година населението му е 67души.

## Личности
Родени в Молиста
- Хасан Тахсин паша (1845 – 1918), османски военен